# Elezioni politiche in Italia del 2022 per collegio uninominale (Senato della Repubblica)
Le elezioni politiche in Italia del 2022 per collegio uninominale hanno visto, per il Senato della Repubblica, i seguenti risultati.

## Riepilogo per circoscrizione
Assegnazione dei collegi uninominali nelle singole circoscrizioni.
| Circoscrizione        | Centro-destra | Centro-sinistra | Movimento 5 Stelle | Altri   | Totale |
| --------------------- | ------------- | --------------- | ------------------ | ------- | ------ |
| Circoscrizione        |               |                 |                    |         | Totale |
| Piemonte              | 4             | 1               | —                  | —       | 5      |
| Lombardia             | 10            | 1               | —                  | —       | 11     |
| Veneto                | 5             | —               | —                  | —       | 5      |
| Friuli-Venezia Giulia | 1             | —               | —                  | —       | 1      |
| Liguria               | 2             | —               | —                  | —       | 2      |
| Emilia-Romagna        | 3             | 2               | —                  | —       | 5      |
| Toscana               | 3             | 1               | —                  | —       | 4      |
| Umbria                | 1             | —               | —                  | —       | 1      |
| Marche                | 2             | —               | —                  | —       | 2      |
| Lazio                 | 6             | —               | —                  | —       | 6      |
| Abruzzo               | 1             | —               | —                  | —       | 1      |
| Molise                | 1             | —               | —                  | —       | 1      |
| Campania              | 3             | —               | 4                  | —       | 7      |
| Puglia                | 5             | —               | —                  | —       | 5      |
| Basilicata            | 1             | —               | —                  | —       | 1      |
| Calabria              | 2             | —               | —                  | —       | 2      |
| Sicilia               | 4             | —               | 1                  | 1 (SCN) | 6      |
| Sardegna              | 2             | —               | —                  | —       | 2      |
| Valle d'Aosta         | 1             | —               | —                  | —       | 1      |
| Trentino-Alto Adige   | 2             | 2               | —                  | 2 (SVP) | 6      |
| Totale                | 59            | 7               | 5                  | 3       | 74     |

## Riepilogo per collegio
Sono mostrati i candidati collegati a liste o a gruppi di liste che abbiano ottenuto almeno 500 000 voti in ambito nazionale o almeno un seggio in ambito regionale.
Circoscrizione Piemonte;
| Collegio         | Centro-destra                   | Centro-sinistra           | Movimento 5 Stelle       | Azione - Italia Viva        | Italexit                    |
| ---------------- | ------------------------------- | ------------------------- | ------------------------ | --------------------------- | --------------------------- |
| Collegio         |                                 |                           |                          |                             |                             |
| 01 - Torino      | Marzia Casolati (33,48%)        | Andrea Giorgis (37,97%)   | Alberto Unia (11,84%)    | Cristina Peddis (10,51%)    | Silvia Martini (1,94%)      |
| 02 - Moncalieri  | Paola Ambrogio (43,07%)         | Elena Apollonio (28,64%)  | Elisa Pirro (13,56%)     | Michael Bouquet (7,66%)     | Manuela Latino (2,65%)      |
| 03 - Novara      | Gaetano Nastri (52,01%)         | Rossano Pirovano (25,32%) | Luca Zacchero (8,27%)    | Roberto Faggiano (8,45%)    | Paul Renato Rosette (2,39%) |
| 04 - Alessandria | Paolo Zangrillo (50,83%)        | Maria Rita Rossa (25,64%) | Susy Matrisciano (9,57%) | Anna Bracco (8,04%)         | Chiara Chirio (2,43%)       |
| 05 - Cuneo       | Giorgio Maria Bergesio (51,73%) | Fiammetta Rosso (25,59%)  | Roberto Falcone (7,59%)  | Vincenzo Pellegrino (8,93%) | Davide Gallo (2,33%)        |

Circoscrizione Valle d'Aosta;
| Collegio   | Centro-destra                | Vallée d'Aoste (PD-IDP-UV-AV-VdAU-SA-Az-IV) | Valle d'Aosta Aperta (M5S-AD-GA-ADU-SI) | Pour l'Autonomie           |
| ---------- | ---------------------------- | ------------------------------------------- | --------------------------------------- | -------------------------- |
| Collegio   |                              |                                             |                                         |                            |
| 01 - Aosta | Nicoletta Spelgatti (34,05%) | Patrik Vesan (33,63%)                       | Daria Pulz (10,02%)                     | Augusto Rollandin (13,38%) |

Circoscrizione Lombardia;
| Collegio                                     | Centro-destra                       | Centro-sinistra           | Movimento 5 Stelle           | Azione - Italia Viva        | Italexit                  |
| -------------------------------------------- | ----------------------------------- | ------------------------- | ---------------------------- | --------------------------- | ------------------------- |
| Collegio                                     |                                     |                           |                              |                             |                           |
| 01 - Varese                                  | Massimiliano Romeo (53,55%)         | Orlando Rinaldi (23,73%)  | Francesca Bonoldi (7,67%)    | Giusy Versace (9,74%)       | Sonia Sigurtà (2,07%)     |
| 02 - Como                                    | Licia Ronzulli (55,38%)             | Aurora Longo (23,42%)     | Tommaso Leoni (5,77%)        | Giuseppe Conti (10,35%)     | Roberto Maggi (1,82%)     |
| 03 - Milano: NIL 21 - Buenos Aires - Venezia | Maria Cristina Cantù (33,29%)       | Antonio Misiani (39,09%)  | Eugenio Casalino (6,79%)     | Ivan Scalfarotto (16,34%)   | Gianluca Luciano (1,40%)  |
| 04 - Sesto San Giovanni                      | Isabella Rauti (45,29%)             | Emanuele Fiano (30,93%)   | Elena Sironi (9,50%)         | Tiziana Demma (9,24%)       | Samantha Mazza (1,79%)    |
| 05 - Cologno Monzese                         | Ignazio La Russa (46,40%)           | Adriana Albini (29,07%)   | Paola Pizzighini (9,66%)     | Marco Malinverni (9,71%)    | Giulia Ghetti (1,88%)     |
| 06 - Monza                                   | Silvio Berlusconi (50,26%)          | Federica Perelli (27,14%) | Bruno Marton (7,76%)         | Fabio Albanese (10,18%)     | Fabio Meroni (1,87%)      |
| 07 - Bergamo                                 | Daisy Pirovano (55,24%)             | Giacomo Angeloni (24,16%) | Sabina Lupo (5,21%)          | Andrea Moltrasio (10,22%)   | Leonardo Blasi (1,71%)    |
| 08 - Brescia                                 | Stefano Borghesi (54,66%)           | Rosa Vitale (24,51%)      | Anna Maria Bonettini (6,14%) | Riccardo Canini (9,93%)     | Eros Lodi (1,64%)         |
| 09 - Treviglio                               | Giulio Terzi di Sant'Agata (59,75%) | Cristina Tedaldi (20,99%) | Mariarosa Ghitti (6,23%)     | Mariastella Gelmini (8,25%) | Gian Luca Beretta (1,70%) |
| 10 - Pavia                                   | Gian Marco Centinaio (54,62%)       | Valerio Federico (24,35%) | Silvia Baldina (7,88%)       | Francesca Zanchi (8,07%)    | Eleonora Tempesta (2,04%) |
| 11 - Cremona                                 | Daniela Santanchè (52,17%)          | Carlo Cottarelli (27,37%) | Umberto Di Franco (7,38%)    | Francesca Zaltieri (7,62%)  | Lorenza Rizzi (2,17%)     |

Circoscrizione Trentino-Alto Adige;
| Collegio               | Centro-destra                 | Centro-sinistra             | Movimento 5 Stelle         | Azione - Italia Viva       | PATT/SVP                     |
| ---------------------- | ----------------------------- | --------------------------- | -------------------------- | -------------------------- | ---------------------------- |
| Collegio               |                               |                             |                            |                            |                              |
| 01 - Trento            | Martina Loss (36,58%)         | Pietro Patton (41,10%)      | Paolo Minotto (6,89%)      | –                          | Patrizia Pace (8,43%)        |
| 02 - Rovereto          | Michaela Biancofiore (36,79%) | Donatella Conzatti (36,56%) | Giulio Angelini (7,99%)    | –                          | Stefano Bresciani (9,43%)    |
| 03 - Pergine Valsugana | Elena Testor (44,03%)         | Michele Sartori (31,08%)    | Rosa Michela Rizzi (6,24%) | –                          | Roberta Bergamo (10,08%)     |
| 04 - Bolzano           | Maurizio Bosatra (24,81%)     | Luigi Spagnolli (26,13%)    | Renzo Roncat (6,35%)       | Stefania Gander (5,24%)    | Manfred Mayr (25,54%)        |
| 05 - Merano            | Rita Mattei (10,44%)          | Daniela Rossi (6,85%)       | Francesca Morrone (2,92%)  | Giovanna Valentini (1,94%) | Julia Unterberger (47,84%)   |
| 06 - Bressanone        | Andrea Causin (6,97%)         | Renate Prader (6,13%)       | Markus Falk (2,30%)        | Massimo Rapi (1,34%)       | Meinhard Durnwalder (46,11%) |

Circoscrizione Veneto;
| Collegio     | Centro-destra               | Centro-sinistra               | Movimento 5 Stelle       | Azione - Italia Viva      | Italexit                   |
| ------------ | --------------------------- | ----------------------------- | ------------------------ | ------------------------- | -------------------------- |
| Collegio     |                             |                               |                          |                           |                            |
| 01 - Venezia | Raffaele Speranzon (53,64%) | Michele Mognato (25,48%)      | Sara Giaggio (7,14%)     | Gabriele Galiazzo (7,41%) | Nicoletta Ciriello (2,41%) |
| 02 - Treviso | Luca De Carlo (57,36%)      | Paolo Galeano (22,33%)        | Flavio Baldan (5,02%)    | Paola Bergamo (8,34%)     | Roberto Levi (2,51%)       |
| 03 - Padova  | Anna Maria Bernini (54,65%) | Emanuele Alecci (24,32%)      | Giorgio Burlini (5,82%)  | Stefano Marangon (8,84%)  | Francesca Conz (2,32%)     |
| 04 - Vicenza | Mara Bizzotto (56,95%)      | Claudia Longhi (22,20%)       | Barbara Guidolin (5,14%) | Marilisa Munari (8,84%)   | Giorgio Amadori (2,62%)    |
| 05 - Verona  | Paolo Tosato (58,53%)       | Anna Maria Sterchele (21,28%) | Maura Zambon (5,77%)     | Danilo Montanari (8,52%)  | Stefano Cobello (2,44%)    |

Circoscrizione Friuli-Venezia Giulia;
| Collegio     | Centro-destra         | Centro-sinistra        | Movimento 5 Stelle         | Azione - Italia Viva        | Italexit               |
| ------------ | --------------------- | ---------------------- | -------------------------- | --------------------------- | ---------------------- |
| Collegio     |                       |                        |                            |                             |                        |
| 01 - Trieste | Luca Ciriani (50,34%) | Furio Honsell (25,98%) | Stefano Patuanelli (7,39%) | Giuliano Castenetto (8,23%) | Antonino Iracà (3,03%) |

Circoscrizione Liguria;
| Collegio                             | Centro-destra                 | Centro-sinistra       | Movimento 5 Stelle           | Azione - Italia Viva     | Italexit                  |
| ------------------------------------ | ----------------------------- | --------------------- | ---------------------------- | ------------------------ | ------------------------- |
| Collegio                             |                               |                       |                              |                          |                           |
| 01 - Genova: Municipio VII - Ponente | Giovanni Berrino (44,93%)     | Sandra Zampa (28,51%) | Enrico Maria Nadasi (12,75%) | Maria Caridi (6,41%)     | Francesca Barbato (2,74%) |
| 02 - La Spezia                       | Stefania Pucciarelli (40,02%) | Guido Melley (31,84%) | Barbara Tronchi (13,07%)     | Michele Carrella (8,05%) | Marco Mori (2,34%)        |

Circoscrizione Emilia-Romagna;
| Collegio     | Centro-destra            | Centro-sinistra                 | Movimento 5 Stelle             | Azione - Italia Viva       | Italexit                 |
| ------------ | ------------------------ | ------------------------------- | ------------------------------ | -------------------------- | ------------------------ |
| Collegio     |                          |                                 |                                |                            |                          |
| 01 - Parma   | Elena Murelli (45,42%)   | Giuseppe Negri (30,98%)         | Gabriella Blancato (9,31%)     | Alessandro Sbalbi (8,30%)  | Erica Romani (1,81%)     |
| 02 - Modena  | Enrico Aimi (36,37%)     | Vincenza Rando (37,78%)         | Maria Laura Mantovani (10,83%) | Chiara Caselgrandi (8,78%) | Michele Campari (1,75%)  |
| 03 - Bologna | Vittorio Sgarbi (32,32%) | Pier Ferdinando Casini (40,07%) | Fabio Selleri (10,86%)         | Marco Lombardo (9,36%)     | Daniele Mattei (1,60%)   |
| 04 - Ravenna | Alberto Balboni (42,09%) | Manuela Rontini (34,67%)        | Anastasia Ruggeri (8,87%)      | Silvia Kranz (7,66%)       | Paola Fuschini (2,21%)   |
| 05 - Rimini  | Marta Farolfi (42,08%)   | Simona Viola (33,27%)           | Marco Croatti (9,41%)          | Elena Leardini (7,73%)     | Eleonora Barreca (2,47%) |

Circoscrizione Toscana;
| Collegio     | Centro-destra                       | Centro-sinistra               | Movimento 5 Stelle        | Azione - Italia Viva       | Italexit                      |
| ------------ | ----------------------------------- | ----------------------------- | ------------------------- | -------------------------- | ----------------------------- |
| Collegio     |                                     |                               |                           |                            |                               |
| 01 - Arezzo  | Simona Petrucci (41,96%)            | Silvio Franceschelli (32,61%) | Andrea Barbagli (10,43%)  | Davide Vivaldi (8,81%)     | Gualtiero Bomba (1,57%)       |
| 02 - Livorno | Manfredi Potenti (38,97%)           | Andrea Marcucci (32,89%)      | Valeria Marrocco (13,15%) | Massimo Vitrani (6,95%)    | Cinzia Del Bigallo (1,80%)    |
| 03 - Prato   | Patrizio Giacomo La Pietra (44,18%) | Anna Graziani (29,19%)        | Manuela Bellandi (11,08%) | Barbara Masini (8,80%)     | Monica Castro Pivetta (1,74%) |
| 04 - Firenze | Federica Picchi (30,03%)            | Ilaria Cucchi (40,08%)        | Claudio Cantella (10,62%) | Stefania Saccardi (12,23%) | Guglielmo Mossuto (1,49%)     |

Circoscrizione Umbria;
| Collegio     | Centro-destra              | Centro-sinistra           | Movimento 5 Stelle         | Azione - Italia Viva    | Italexit                  |
| ------------ | -------------------------- | ------------------------- | -------------------------- | ----------------------- | ------------------------- |
| Collegio     |                            |                           |                            |                         |                           |
| 01 - Perugia | Francesco Zaffini (45,79%) | Federico Novelli (27,55%) | Federico Pasculli (12,66%) | Donatella Porzi (8,05%) | Angelo Baldinelli (1,79%) |

Circoscrizione Marche;
| Collegio           | Centro-destra            | Centro-sinistra           | Movimento 5 Stelle       | Azione - Italia Viva   | Italexit                 |
| ------------------ | ------------------------ | ------------------------- | ------------------------ | ---------------------- | ------------------------ |
| Collegio           |                          |                           |                          |                        |                          |
| 01 - Ascoli Piceno | Elena Leonardi (49,03%)  | Mirella Gattari (22,57%)  | Roberto Cataldi (13,95%) | Fabio Urbinati (7,04%) | Andrea Spalletti (2,60%) |
| 02 - Ancona        | Antonio De Poli (41,29%) | Marco Bentivogli (29,47%) | Samuela Melini (13,66%)  | Elena Fabbri (7,74%)   | Emanuela Merli (2,65%)   |

Circoscrizione Lazio;
| Collegio                 | Centro-destra             | Centro-sinistra             | Movimento 5 Stelle           | Azione - Italia Viva          | Italexit                       |
| ------------------------ | ------------------------- | --------------------------- | ---------------------------- | ----------------------------- | ------------------------------ |
| Collegio                 |                           |                             |                              |                               |                                |
| 01 - Viterbo             | Claudio Durigon (52,03%)  | Alessandro Mazzoli (21,59%) | Massimo Erbetti (13,82%)     | Alessandro Sterpa (5,97%)     | Paolo Cipollone (1,96%)        |
| 02 - Roma: Municipio XIV | Lavinia Mennuni (36,30%)  | Emma Bonino (33,21%)        | Alessandra Maiorino (11,31%) | Carlo Calenda (14,07%)        | Bruna Malaschini (1,22%)       |
| 03 - Roma: Municipio V   | Giulia Bongiorno (39,70%) | Andrea Catarci (29,73%)     | Giuseppe Cracchiolo (16,38%) | Livia Pandolfi (8,08%)        | Felice Andrea Totaro (1,32%)   |
| 04 - Roma: Municipio VII | Ester Mieli (37,49%)      | Monica Cirinnà (30,94%)     | Giulia Lupo (15,52%)         | Rita Iorio (9,94%)            | Mario Improta (1,65%)          |
| 05 - Guidonia Montecelio | Marco Silvestroni (49,8%) | Serena Gara (22,16%)        | Stefano Chirico (16,38%)     | Ileana Katia Piazzoni (5,81%) | Monica Nobili (1,81%)          |
| 06 - Latina              | Claudio Fazzone (54,33%)  | Sergio Messore (18,47%)     | Anna Sacchetti (16,29%)      | Adamo Pantano (6,07%)         | Mariateresa Bellofatto (1,49%) |

Circoscrizione Abruzzo;
| Collegio     | Centro-destra                 | Centro-sinistra          | Movimento 5 Stelle        | Azione - Italia Viva         | Italexit              |
| ------------ | ----------------------------- | ------------------------ | ------------------------- | ---------------------------- | --------------------- |
| Collegio     |                               |                          |                           |                              |                       |
| 01 - Pescara | Guido Quintino Liris (48,31%) | Massimo Carugno (21,37%) | Isidoro Malandra (18,72%) | Gianfranco Giuliante (6,09%) | Aldo Di Bacco (1,92%) |

Circoscrizione Molise;
| Collegio        | Centro-destra           | Centro-sinistra             | Movimento 5 Stelle        | Azione - Italia Viva    |
| --------------- | ----------------------- | --------------------------- | ------------------------- | ----------------------- |
| Collegio        |                         |                             |                           |                         |
| 01 - Campobasso | Claudio Lotito (42,92%) | Rossella Gianfagna (23,52%) | Ottavio Balducci (24,38%) | Carla Gianmaria (4,65%) |

Circoscrizione Campania;
| Collegio                   | Centro-destra                 | Centro-sinistra            | Movimento 5 Stelle                 | Azione - Italia Viva       | Italexit                     |
| -------------------------- | ----------------------------- | -------------------------- | ---------------------------------- | -------------------------- | ---------------------------- |
| Collegio                   |                               |                            |                                    |                            |                              |
| 01 - Caserta               | Giovanna Petrenga (37,67%)    | Tommaso De Simone (18,60%) | Antonio Del Monaco (34,99%)        | Ovidio Marzaioli (4,96%)   | Letizia D'Onofrio (1,36%)    |
| 02 - Benevento             | Giulia Cosenza (35,72%)       | Carlo Iannace (26,92%)     | Maura Sarno (23,93%)               | Francesca Mite (5,12%)     | Teresa Caputo (1,44%)        |
| 03 - Salerno               | Antonio Iannone (41,61%)      | Anna Petrone (24,53%)      | Francesco Castiello (24,16%)       | Luigi Casciello (5,66%)    | Giovanni Golino (1,62%)      |
| 04 - Napoli                | Stefano Caldoro (22,25%)      | Valeria Valente (25,35%)   | Ada Lopreiato (41,47%)             | Peppe Russo (5,79%)        | Angela Nittolo (1,52%)       |
| 05 - Giugliano in Campania | Elena Scarlato (29,26%)       | Davide Crippa (17,89%)     | Maria Domenica Castellone (44,85%) | Vittoria Cristiano (3,94%) | Maria Abate (1,39%)          |
| 06 - Torre del Greco       | Giuseppina Castiello (34,41%) | Nora Di Nocera (21,45%)    | Orfeo Mazzella (35,24%)            | Mario Scognamiglio (5,59%) | Salvatore Caraviello (1,35%) |
| 07 - Acerra                | Claudio Barbaro (31,06%)      | Leonardo Impegno (21,00%)  | Raffaele De Rosa (38,48%)          | Anita Di Palma (6,04%)     | Nicola Massimo (1,11%)       |

Circoscrizione Puglia;
| Collegio     | Centro-destra                  | Centro-sinistra                 | Movimento 5 Stelle                 | Azione - Italia Viva       | Italexit                   |
| ------------ | ------------------------------ | ------------------------------- | ---------------------------------- | -------------------------- | -------------------------- |
| Collegio     |                                |                                 |                                    |                            |                            |
| 01 - Foggia  | Anna Maria Fallucchi (37,89%)  | Teresa Cicolella (17,43%)       | Gisella Naturale (37,32%)          | Lorenzo Frattarolo (3,70%) | Valentina Bratti (1,28%)   |
| 02 - Andria  | Francesco Paolo Sisto (43,51%) | Domenico Lomelo (20,98%)        | Michele Coratella (26,03%)         | Stefania D'Addato (5,53%)  | Pasquale Simone (1,17%)    |
| 03 - Bari    | Filippo Melchiorre (38,58%)    | Michele Nitti (23,51%)          | Maria La Ghezza (28,31%)           | Nunzia Cinone (5,39%)      | Camilla Campanella (1,08%) |
| 04 - Taranto | Vita Maria Nocco (42,51%)      | Maria Grazia Cascarano (18,96%) | Roberto Fusco (30,03%)             | Nicola Bruni (4,04%)       | Michela Distratis (1,53%)  |
| 05 - Lecce   | Roberto Marti (44,09%)         | Pier Luigi Lopalco (24,12%)     | Antonio Salvatore Trevisi (21,92%) | Alfredo Pagliaro (5,23%)   | Raffaele Cesario (1,37%)   |

Circoscrizione Basilicata;
| Collegio     | Centro-destra                               | Centro-sinistra          | Movimento 5 Stelle           | Azione - Italia Viva       | Italexit                  |
| ------------ | ------------------------------------------- | ------------------------ | ---------------------------- | -------------------------- | ------------------------- |
| Collegio     |                                             |                          |                              |                            |                           |
| 01 - Potenza | Maria Elisabetta Alberti Casellati (36,10%) | Ignazio Petrone (21,78%) | Antonio Materdomini (24,36%) | Mariangela Guerra (12,27%) | Roberto Robilotta (1,45%) |

Circoscrizione Calabria;
| Collegio                | Centro-destra            | Centro-sinistra           | Movimento 5 Stelle        | Azione - Italia Viva      | Italexit                       |
| ----------------------- | ------------------------ | ------------------------- | ------------------------- | ------------------------- | ------------------------------ |
| Collegio                |                          |                           |                           |                           |                                |
| 01 - Corigliano-Rossano | Ernesto Rapani (38,12%)  | Francesca Dorato (16,16%) | Maria Saladino (35,65%)   | Daniela Ventura (3,47%)   | Katarzyna Edyta Belbot (1,30%) |
| 02 - Reggio Calabria    | Clotilde Minasi (44,73%) | Francesco Pitaro (19,49%) | Giuseppe Auddino (24,15%) | Agostino Siviglia (4,40%) | Ernesto Lamanna (1,42%)        |

Circoscrizione Sicilia;
| Collegio      | Centro-destra              | Centro-sinistra             | Movimento 5 Stelle          | Azione - Italia Viva            | Italexit                          | Sud chiama Nord           |
| ------------- | -------------------------- | --------------------------- | --------------------------- | ------------------------------- | --------------------------------- | ------------------------- |
| Collegio      |                            |                             |                             |                                 |                                   |                           |
| 01 - Palermo  | Mario Barbuto (31,81%)     | Ninni Terminelli (18,40%)   | Dolores Bevilacqua (34,09%) | Giusi Provino (5,22%)           | Riccardo Santangelo (1,30%)       | Antonella Panzeca (6,77%) |
| 02 - Marsala  | Raoul Russo (39,12%)       | Stefania Marascia (16,32%)  | Giuseppe Chiazzese (26,80%) | Giovanni Bavetta (4,67%)        | Giuliana Maria Fundarò (1,57%)    | Tommaso Gargano (9,31%)   |
| 03 - Gela     | Stefania Craxi (37,55%)    | Marina Castiglione (15,77%) | Pietro Lorefice (30,17%)    | Michele Termini (5,19%)         | Maria Caterina Sciacca (1,26%)    | Marzia Maniscalco (7,65%) |
| 04 - Catania  | Nello Musumeci (36,4)      | Orazio Arancio (13,97)      | Giuseppina Rannone (26,33)  | Tiziana D'Anna (4,28)           | Nunzia Alessandra Schilirò (1,65) | Cateno De Luca (14,44)    |
| 05 - Siracusa | Salvatore Sallemi (36,31%) | Paolo Amenta (17,99%)       | Giuseppe Pisani (29,15%)    | Marianna Buscema (4,48%)        | Emanuele Cavallo (1,7%)           | Antonio Guastella (8,2%)  |
| 06 - Messina  | Carmela Bucalo (29,40%)    | Antonia Russo (14,81%)      | Barbara Floridia (18,02%)   | Emiliano Lazzara Papina (3,56%) | Giuseppe Sottile (2,17%)          | Dafne Musolino (29,96%)   |

Circoscrizione Sardegna.
| Collegio      | Centro-destra            | Centro-sinistra          | Movimento 5 Stelle        | Azione - Italia Viva      | Italexit                |
| ------------- | ------------------------ | ------------------------ | ------------------------- | ------------------------- | ----------------------- |
| Collegio      |                          |                          |                           |                           |                         |
| 01 - Cagliari | Antonella Zedda (39,48%) | Maria Del Zompo (27,35%) | Sabrina Licheri (21,96%)  | Claudia Medda (4,67%)     | Antonella Atzei (2,67%) |
| 02 - Sassari  | Marcello Pera (41,37%)   | Gavino Manca (26,92%)    | Marcello Cherchi (21,92%) | Valerio Zoccheddu (4,20%) | Gavino Fonnesu (2,16%)  |

## Elezioni suppletive
2023
| Circoscrizione     | Collegio           | Centro-destra             | Centro-sinistra        | Sud chiama Nord        |
| 22-23 ottobre 2023 | 22-23 ottobre 2023 | 22-23 ottobre 2023        | 22-23 ottobre 2023     | 22-23 ottobre 2023     |
| ------------------ | ------------------ | ------------------------- | ---------------------- | ---------------------- |
|                    |                    |                           |                        |                        |
| Lombardia          | 6 - Monza          | Adriano Galliani (51,46%) | Marco Cappato (39,53%) | Cateno De Luca (1,76%) |